# El Kanka
Juan Gómez Canca (Màlaga, 1981), conegut artísticament com El Kanka, és un cantautor, compositor i músic espanyol. L'any 2007 va començar la seva carrera en solitari. El seu estil compila ritmes de diferents gèneres musicals com el pop, la rumba o el rock simfònic.

## Biografia
Va néixer a Màlaga el 9 d'octubre de 1981. Va completar el primer curs en els estudis superiors d'Economia, on ja comença a despuntar amb la guitarra. Frustrat per no sentir-se realitzat interiorment, va començar a estudiar Filosofia, al mateix temps que ho compaginava amb l'estudi de guitarra al conservatori. Això desemboca en la formació del seu primer grup, Doctor Desastre, que posteriorment es coneixeria com a T de Drap. Gràcies a una beca Sèneca i amb un enamoriscament per al·licient, es muda a Madrid. Un cop allà, comença a impartir classes de guitarra en un col·legi de capellans. És llavors quan comença a participar en diferents certàmens, amb gran èxit en Cantautors Ciutat d'Elx o Cantigas de Maig, convertint-se en uns dels artistes més premiats del territori espanyol.

### Primers projectes i àlbums
L'any 2011 publica la seva primera maqueta Más triste es robar. Posteriorment, surten a la venda tres discos: Lo mal que estoy y lo poco que me quejo (2013), El día de la suerte de Juan Gómez (2014) y De pana y rubí (2015). Al febrer de 2017 i per primer cop a través del seu propi segell publica el single Andalucía, un homenatge a la seva terra natal que va servir com a avançament del seu quart treball, El arte de saltar (2018), que es va publicar a finals de febrer de 2018. En aquesta última publicació compta amb col·laboracions de Jorge Drexler i Antonio Martínez Ares.

#### Lo mal que estoy y lo poco que me quejo
El 2013 va veure la llum el seu primer disc Lo mal que estoy y lo poco que me quejo. Produït per la murciana Rocío Ramos que inclou 11 cançons carregades de positivitat, optimisme i lletres divertides on el talent deixa veure que, El Kanka, ha arribat per quedar-se i que té molt a dir i compartir. Aquest primer treball es pot aconseguir en els directes de l'artista, a través de la web oficial del cantant i a la plataforma musical iTunes. El Kanka ha aconseguit vendre més de 6.000 còpies d'aquest treball. Tot l'art del disc està dissenyat per Anabel Perujo.

#### El día de la suerte de Juan Gómez
L'abril del 2014 neix El día de la suerte de Juan Gómez, segon treball d'estudi per al qual va comptar amb la col·laboració de centenars de fidels mecenes a través de la plataforma My Major Company. Una reeixida tasca de crowdfunding amb la qual, a causa de l'alt nivell de participació El Kanka va superar el 200% de la meta fixada originalment. Aquest segon àlbum va ser produït per Juan de Dios Martín, productor musical, multiinstrumentalista i compositor, que ha treballat al costat d'artistes de la talla d'Amaral, Marlango o Xoel López. Aquest segon treball de l'artista es pot adquirir a les botigues Fnac i El Corte Inglés de tot Espanya, a iTunes de manera digital, a la seva web oficial i en els directes de l'artista. Li donen suport més de 8.000 còpies venudes. Tot l'art del disc està dissenyat per Anabel Perujo.

#### De pana y rubí
De pana i rubí és el tercer treball d'estudi d'El Kanka que va veure la llum el 13 de novembre de 2015 a través de Maldito Records. Aquest nou disc està produït i barrejat per Carlos Manzanares "Avatar" i gravat entre Màlaga (Art Sonao) i Benicarló (Tercer Studios). Amb una producció bastant diferent dels discos anteriors, en aquest disc podem trobar un concepte més radiofònic, una producció una mica més elaborada, més de banda, amb força presència dels vents. El disc inclou 10 temes escrits per El Kanka amb una gamma bastant dispar d'estils i gèneres, que en aquesta ocasió van des del bolero fins al ska dels anys 50, passant per la rumba amb aires llatins al vals, el pasdoble o la cúmbia. Les lletres parlen com sempre de temes quotidians, amb un punt d'humor i tenint en moltes ocasions de base una reflexió vital o filosòfica. En aquest disc, l'artista se surt una mica d'ell mateix per abordar temes més universals com la vida o la mort. El nom del disc reflecteix la dualitat de la vida i la seva antítesi, la mort. És el ying i el yang, els costats contraposats, tot el que és contrari, però també es complementa. D'aquí el nom: de pana i rubí.

#### El arte de saltar
Aquest és el quart treball de l'artista, ha estat publicat el 23 de febrer de 2018, amb el seu propi segell: A Volar Music. Entre les onze cançons d'aquest disc figura una col·laboració amb Jorge Drexler i amb la comparsa Martínez Ares del Carnaval de Cádiz. En pròpies paraules de l'artista, el seu àlbum és «un disc de cançons sense artificis». Amb un punt de maldat que no tenen els altres, i amb tocs de folklore sud-americà. L'artista malagueny estarà acompanyat per Moy Gomar, que apropa ritmes com el rock flamenc, la cúmbia, el rock simfònic i la balada.

## Repercussió
Diverses han estat les seves aparicions a diferents mitjans de comunicació. Ha aparegut a programes amb gran repercussió mediàtica com Operación Triunfo o Fama a bailar! També destaca la seva presencia a diaris com La Opinión de A Coruña, La Verdad o El País. Quant a les xarxes socials, compta actualment amb més de 55.000 seguidors a Instagram i més de 48.000 a la pàgina oficial del cantant a Facebook. Quant a les aplicacions musicals YouTube i Spotify compta amb 129.197 i 109.534 seguidors respectivament.

## Discografia
- Lo mal que estoy y lo poco que me quejo,[6] abril 2013.
- El día de suerte de Juan Gómez[7], abril 2014.
- De pana y rubí,[8] novembre 2015.
- El arte de saltar,[9] febrer 2018.
- Cosas de los vivientes,[10] 2023.